# Lancia Ypsilon
Lancia Ypsilon - суперміні виробництва італійського автовиробника Lancia. Автомобіль прийшов на заміну моделі Y10 в 1996 році.
Третє покоління Ypsilon в Сполученому Королівстві і Ірландії продається як Chrysler Ypsilon.

## Перше покоління (1995–2003)

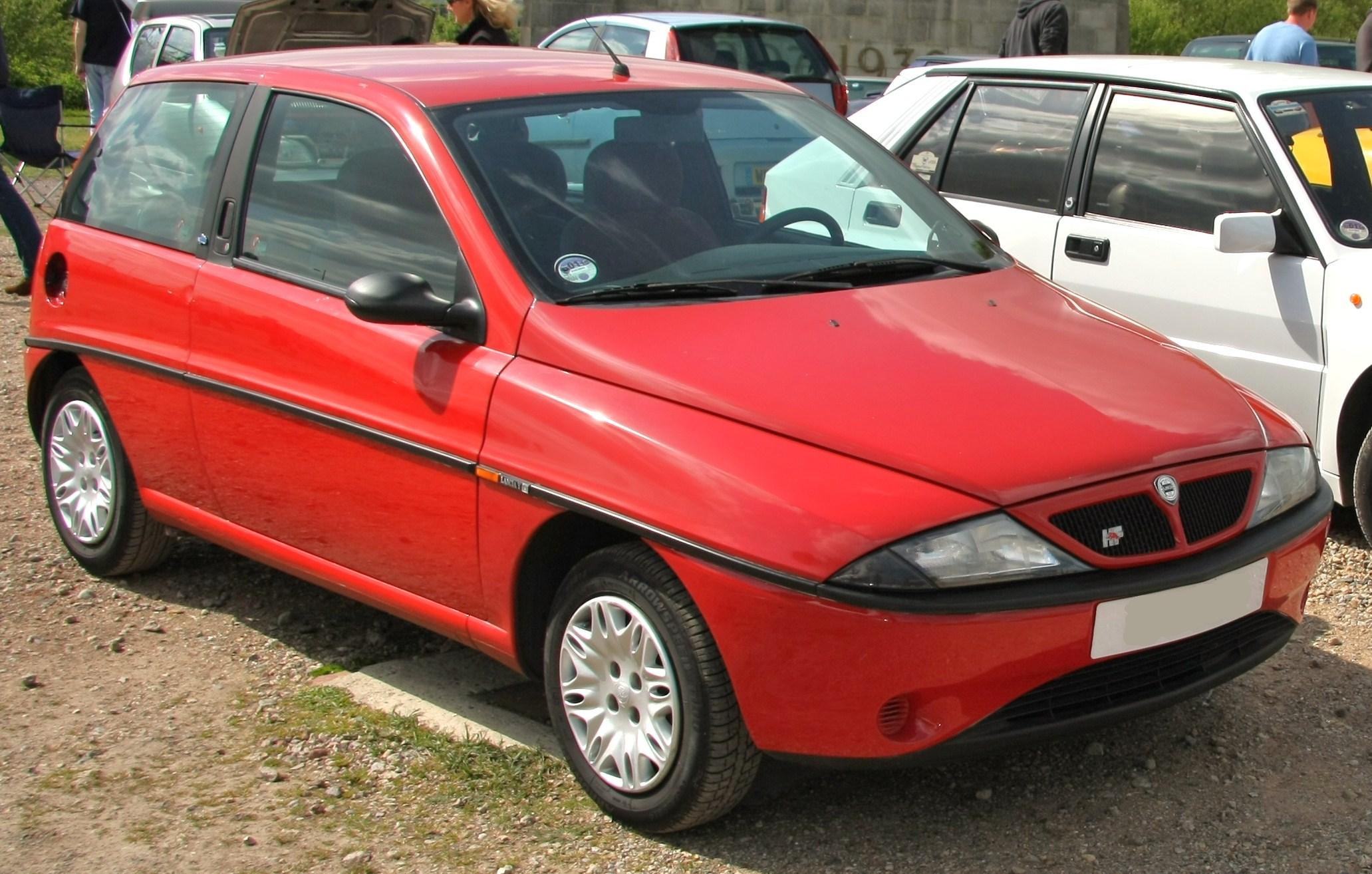
Lancia Y

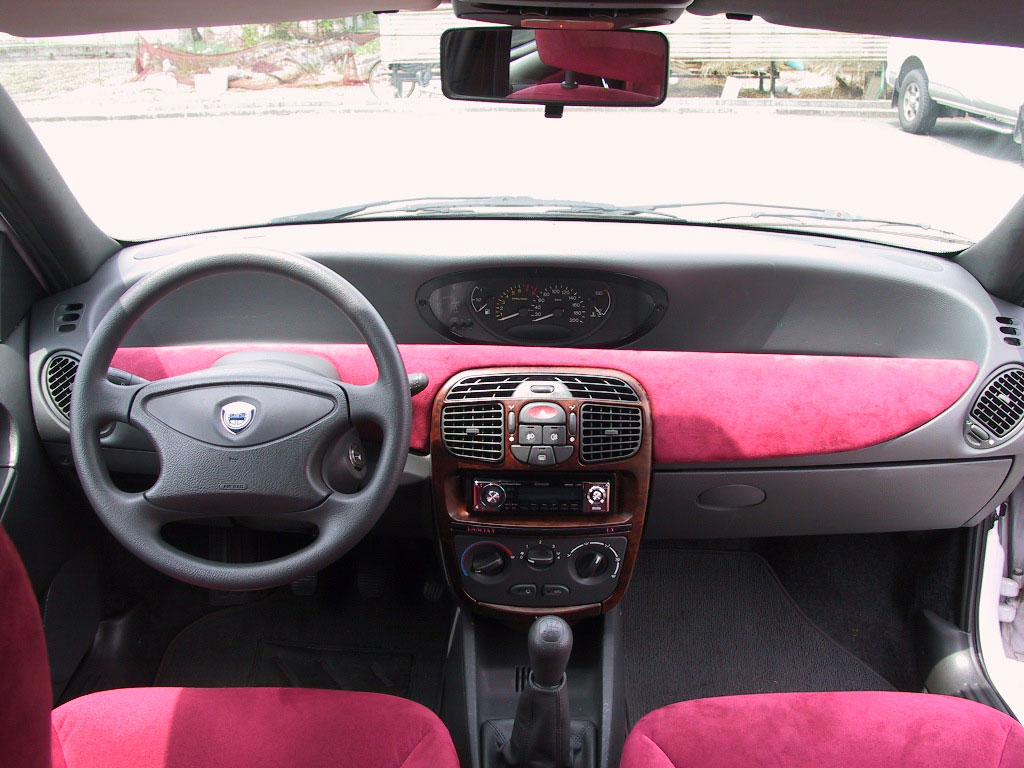

Модель Y (тип 840) була розроблена дизайнером Енріко Фуміа і представлена публіці в Римі в січні 1996 року. Вартість розробки становила 400 мільярдів лір. Машина стала на 33 см довша за попередницю, Lancia Y10, і ґрунтувалася на платформі Fiat Punto (тип 176).
Оригінальною особливістю машини стала приладова дошка, розташована по центру автомобіля, а не зліва, перед водієм. Машина випускалася в трьох виконаннях, розрізнялися обсягом додаткового обладнання - LE, LS і LX. Пізніше була додана обмежена версія «Cosmopolitan» на базі топової комплектації LX.
Все що встановлювалися на Y двигуни належали серії Fully Integrated Robotised Engine (FIRE), що з'явилася на попередниці, Y10. Пропонувалося три двигуни: 1108 см³ і 1242 см³ з 8 клапанами, а також 1,4-літровий «Pratola Serra» з 12 клапанами, який видавав 80 к.с. Через деякий час двигуни «Pratola Serra» були зняті з виробництва і замінені на серію 16-клапанних двигунів SuperFIRE з багатоточковим уприскуванням. SuperFIRE об'ємом 1242 см³ видавав 86 к.с. і 113 Нм при 4500 оборотах на хвилину. Цей двигун до цих пір встановлюється на Lancia Ypsilon, Ford Ka і Fiat 500.
Крім цього, пропонувалася і версія Elefantino Rosso («червоний слоник» - символ ралійних автомобілів Lancia) в спортивному обвісі, перенастроєними передавальними числами КПП, заниженою підвіскою і спортивним налаштуванням підсилювача керма.
Оскільки до 1996 року Lancia вже не виробляла праворульних автомобілів, всі версії Y були з лівим кермом.

### Двигуни
- 1.1 L Fire I4
- 1.2 L Fire I4
- 1.4 L Pratola Serra I4

## Друге покоління (2003–2011)

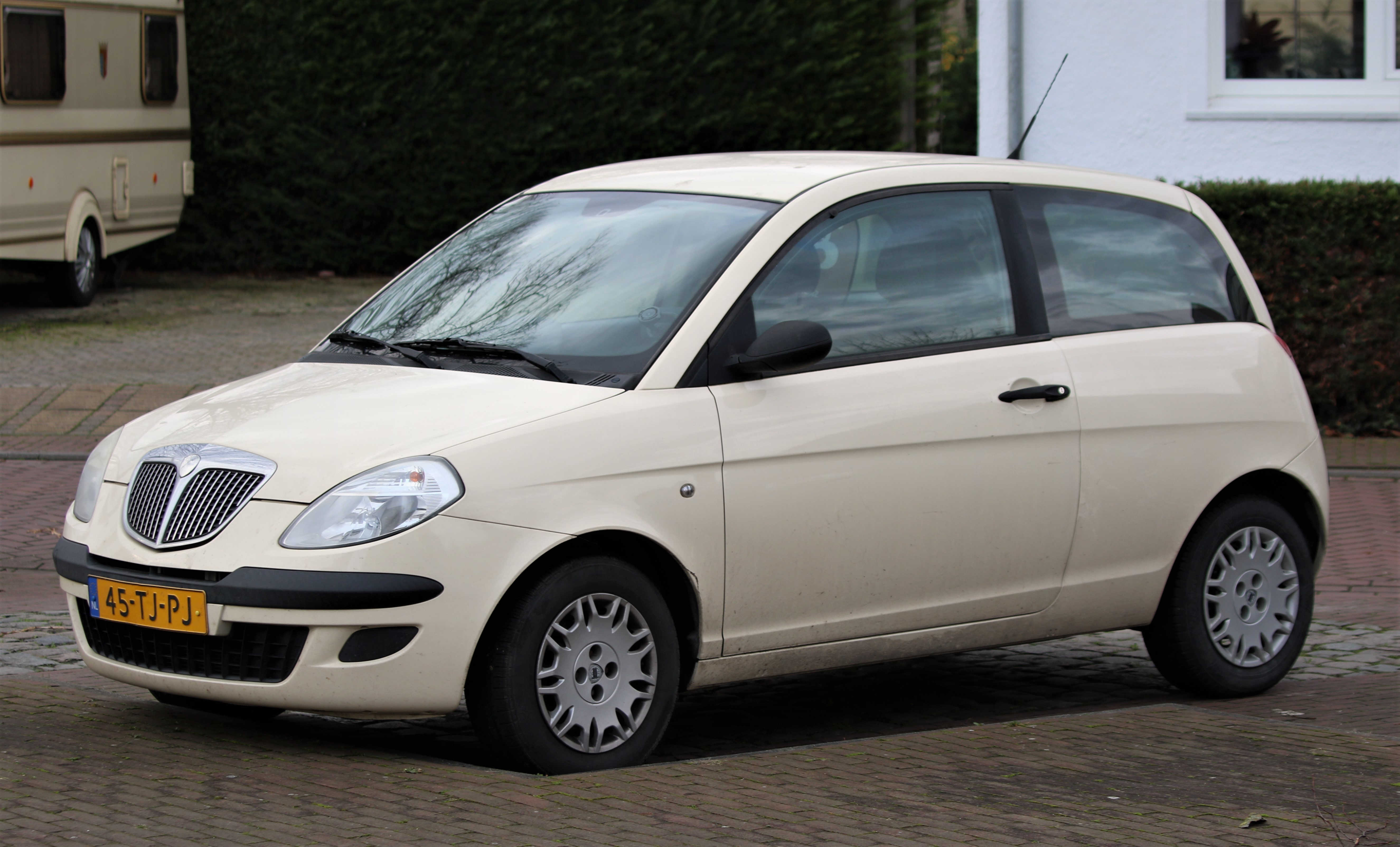
Lancia Ypsilon

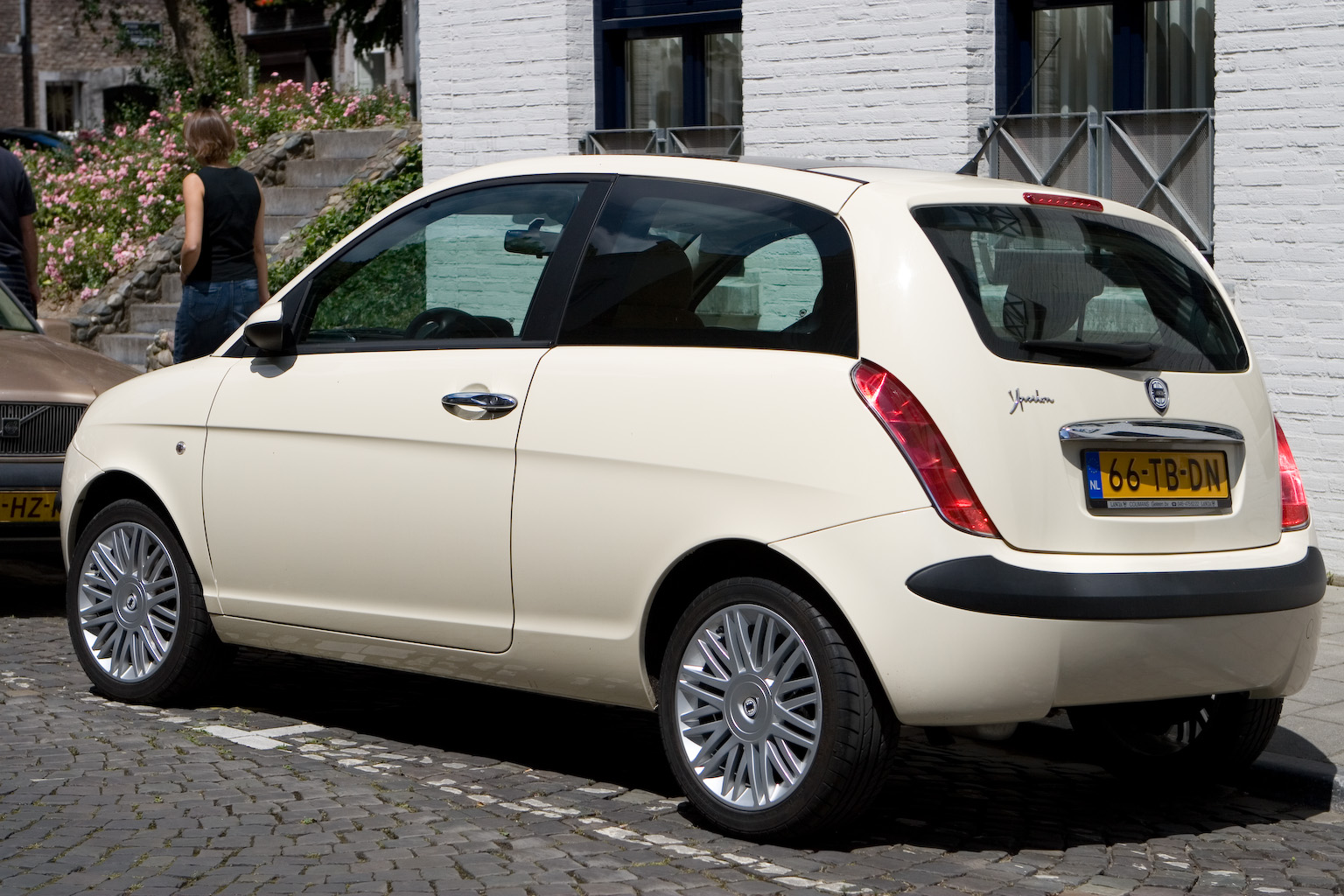

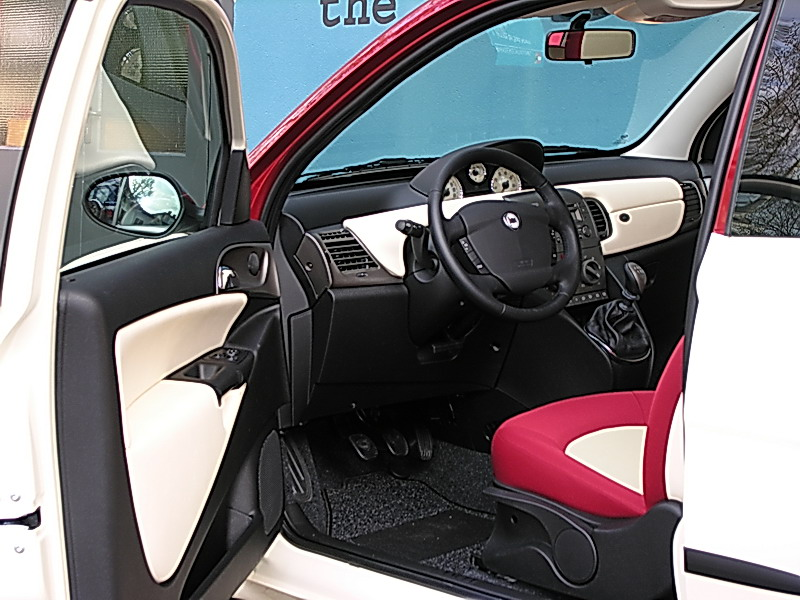

Модель Ypsilon (тип 843) стала однією з найбільш популярних моделей компанії, щорічний обсяг виробництва склав близько 60 тисяч автомобілів. Перші моделі збиралися на заводі FIAT в Мельфі. У червні 2005 року виробництво було перенесено на Сицилію. Машина була тільки тридверною. У дизайні можна угледіти схожість з довоєнною Lancia Ardea.
Машина сконструйована на укороченій версії тієї ж платформи, що використана в Fiat Punto (тип 188), Fiat Idea і Lancia Musa. Оснащується бензиновими і дизельними двигунами, найпотужніший з яких (105 к.с.) встановлюється на спортивну версію MomoDesign.
Як і в попередньому поколінні, Lancia випустила обмежену серію автомобілів у співпраці з французьким модним журналом, на цей раз з Elle. Варіант Elle технічно не відрізнявся від стандартних версій, але поставлявся з особливою обробкою інтер'єру і рожевим кузовом.

### Двигуни
- 1.2 L Fire I4
- 1.4 L Fire I4
- 1.4 L Fire EcoChic I4 (LPG)
- 1.3 L Multijet I4 (diesel)

## Третє покоління (2011–2025)

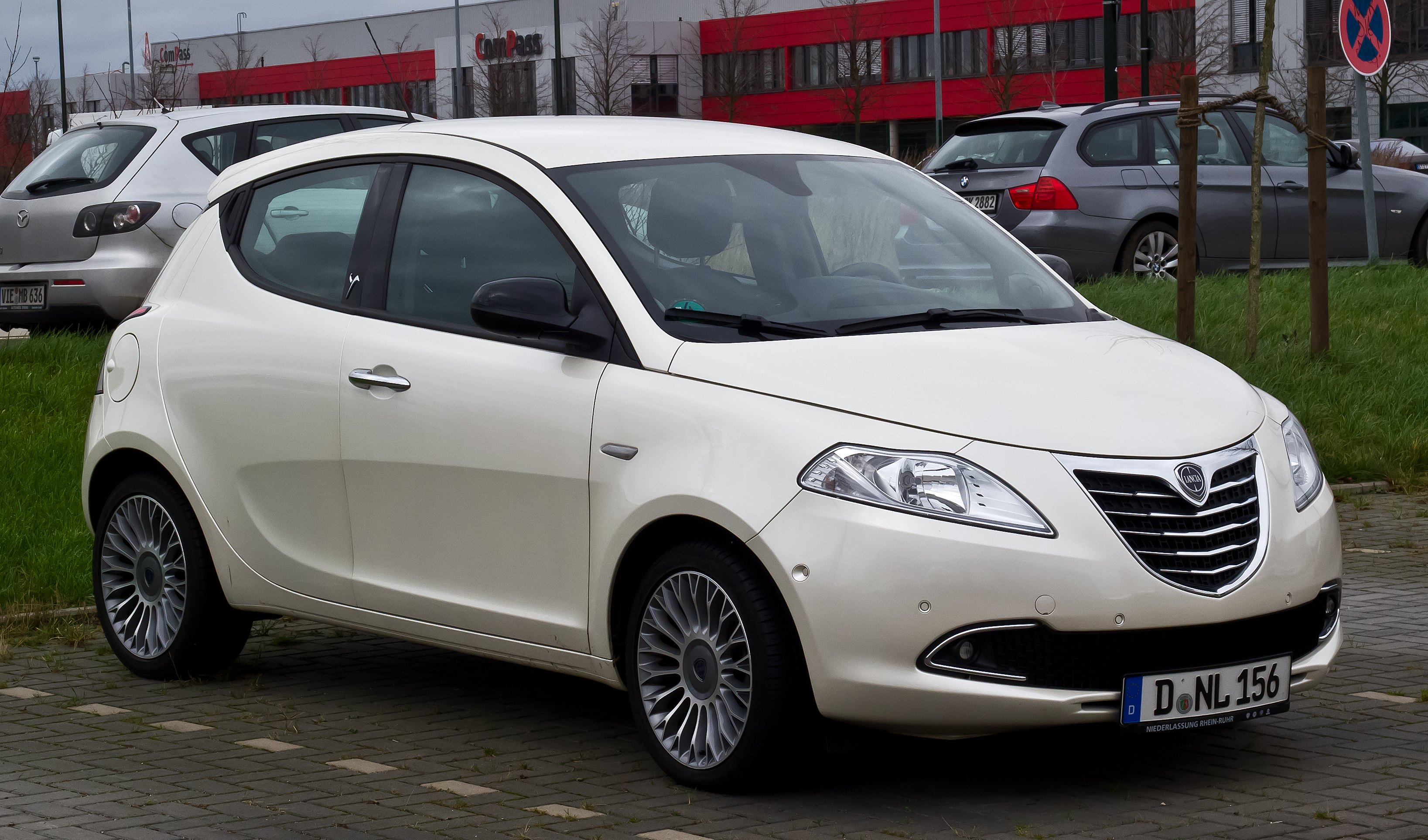
Lancia Ypsilon (2011-2015)

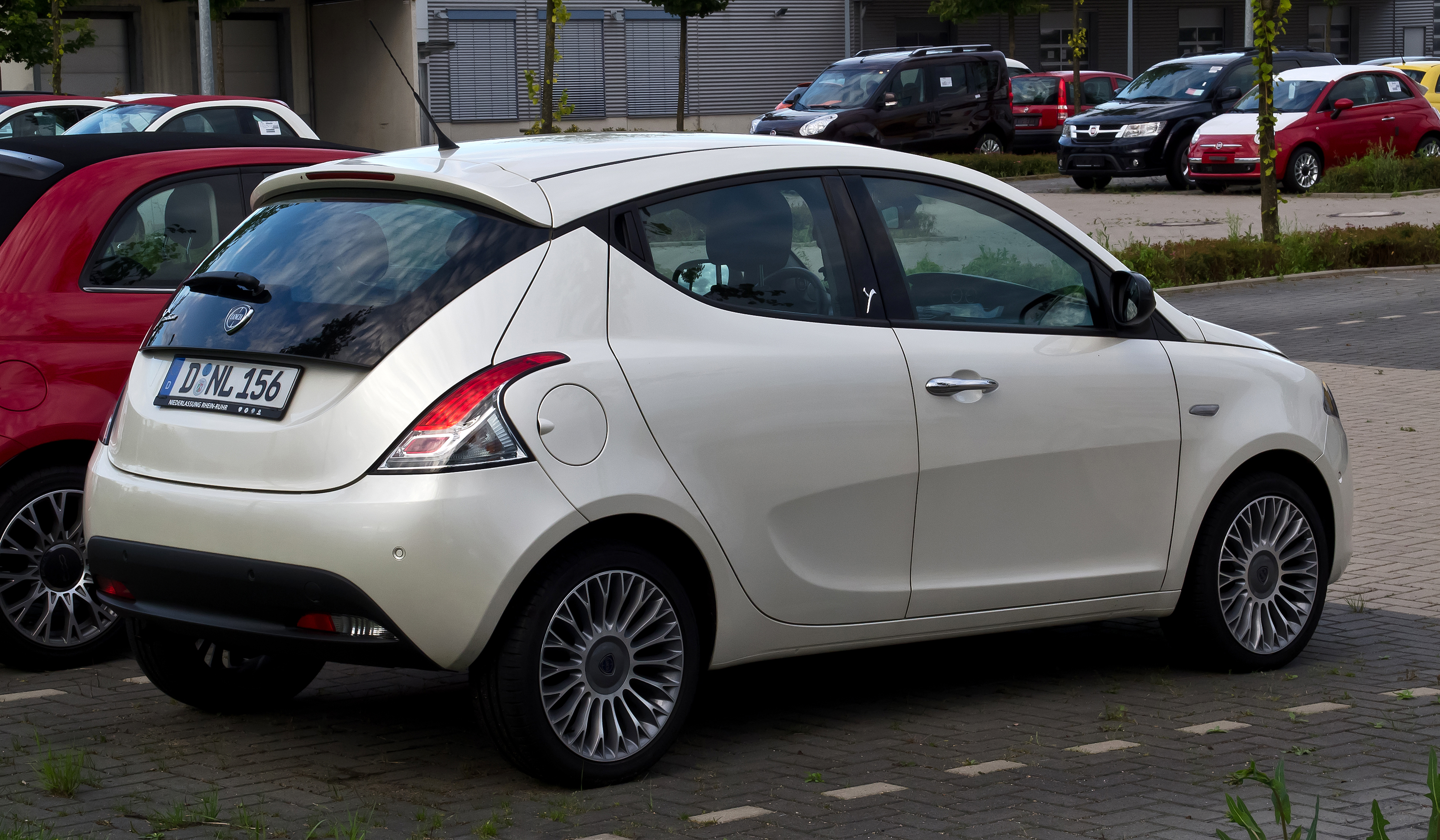
Lancia Ypsilon (2011-2015)

Третє покоління Ypsilon було презентовано в 2011 році на Женевському автосалоні.
Перші ескізи нової моделі були розроблені в Lancia Style Centre під керівництвом Альберто Ділільо ще до об'єднання Fiat і Chrysler. Підсумкова модель в цілому зберегла оригінальний стиль Lancia, крім решітки радіатора, яка стала схожою на багато моделей Chrysler, в першу чергу Chrysler PT Cruiser.
Це покоління отримало 5-дверний кузов. Ручки задніх дверей були візуально заховані - таке рішення застосовувалося на Alfa Romeo 147, 156 і Giulietta, а також Honda Civic.
Замість платформи Fiat Punto третє покоління Ypsilon побудовано на більш дешевій платформі Fiat Mini, що використовується також в Fiat 500 і Fiat Panda. Виробництво було перенесено до Польщі, на завод Fiat в Тихи. Запланований обсяг виробництва становить до 100 тисяч одиниць на рік.
У топових комплектація Ypsilon оснащується системою автоматичного паркування Magic Parking, біксеноновими фарами і світлодіодними габаритними вогнями, а також системою «старт-стоп» для деяких двигунів.
Відмітна риса Ypsilon збережена: приладова дошка як і раніше розташовується по центру автомобіля, а не зліва перед водієм.

### Рестайлінг 2015

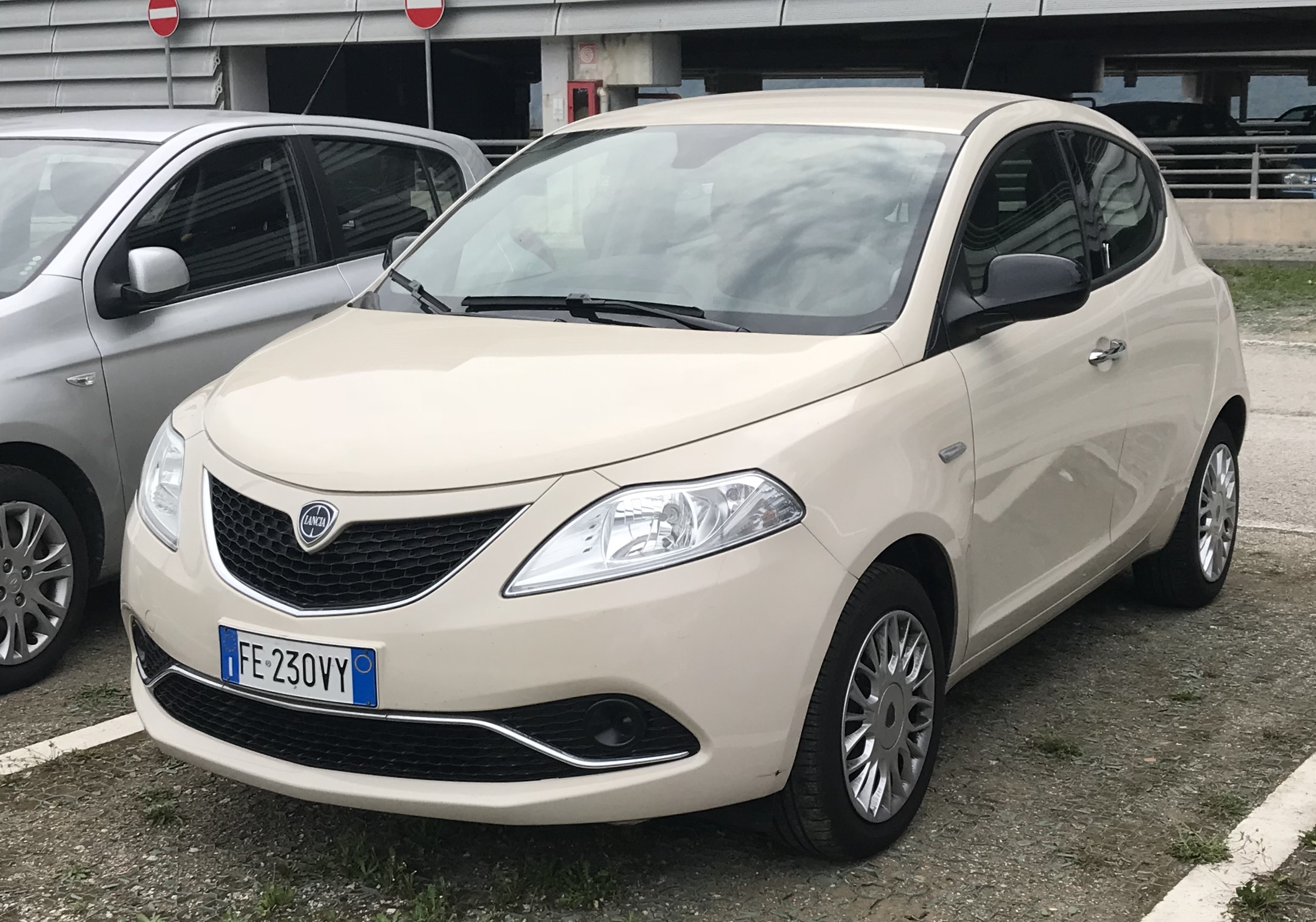
Lancia Ypsilon (2015-2025)

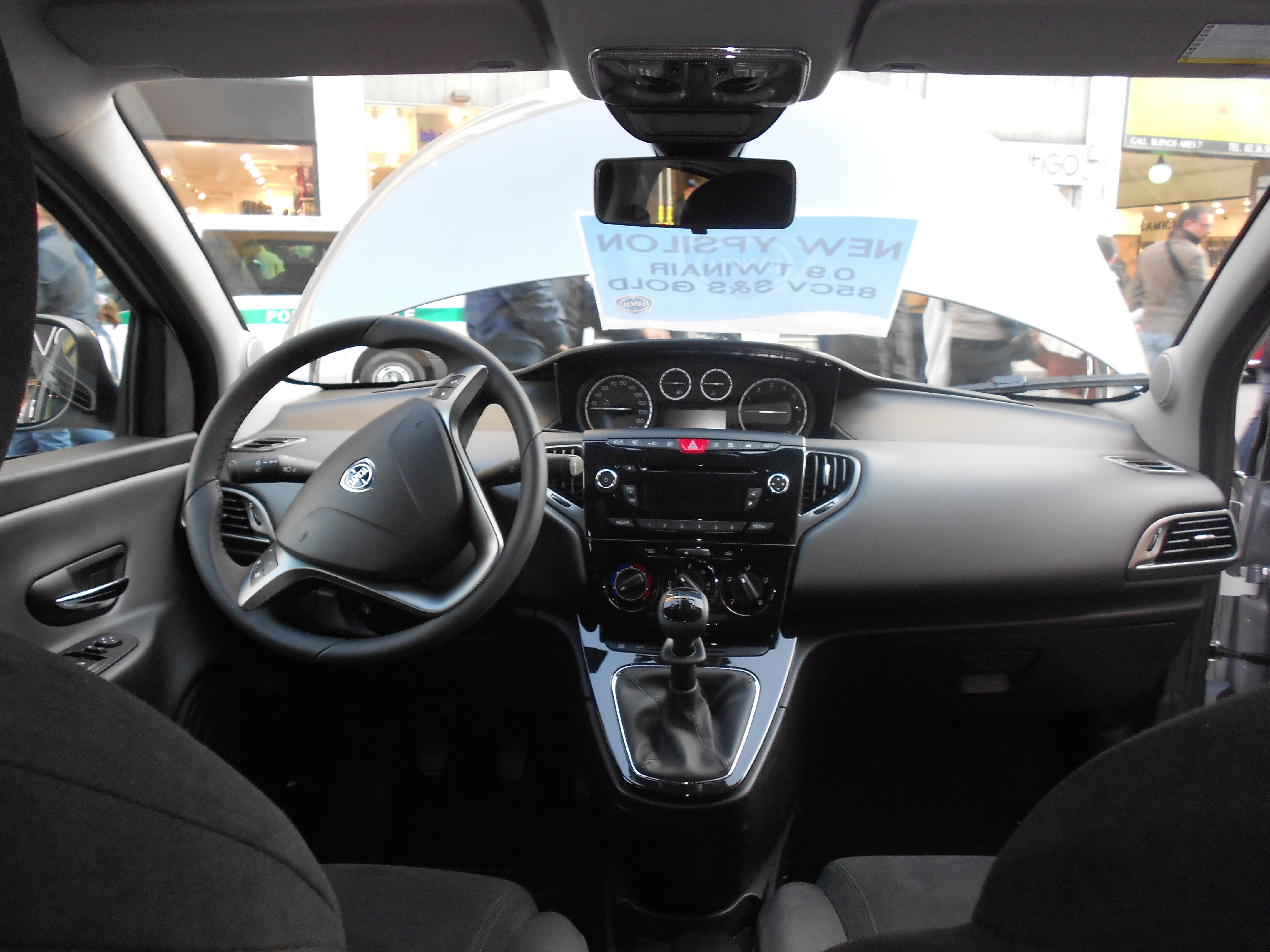

Оновлена Ypsilon була представлена публіці на Франкфуртському автосалоні 2015 року. Змінилася передня частина машини, бампер став нижчим, змінилася решітка радіатора. Додалися два кольори кузова - Blu di Blu, класичне забарвлення Lancia tone і Ivory Chic, колір слонової кістки. Всі двигуни тепер відповідають стандарту Euro 6. У тестуванні EuroNCAP нова Ypsilon отримала 2 зірки з можливих п'яти.

### Двигуни
- 0.9 L TwinAir I2
- 0.9 L TwinAir EcoChic I2 (+CNG)
- 1.2 L Fire I4
- 1.2 L Fire EcoChic I4 (+LPG)
- 1.3 L Multijet I4 (diesel)

## Четверте покоління (2024―наш час)

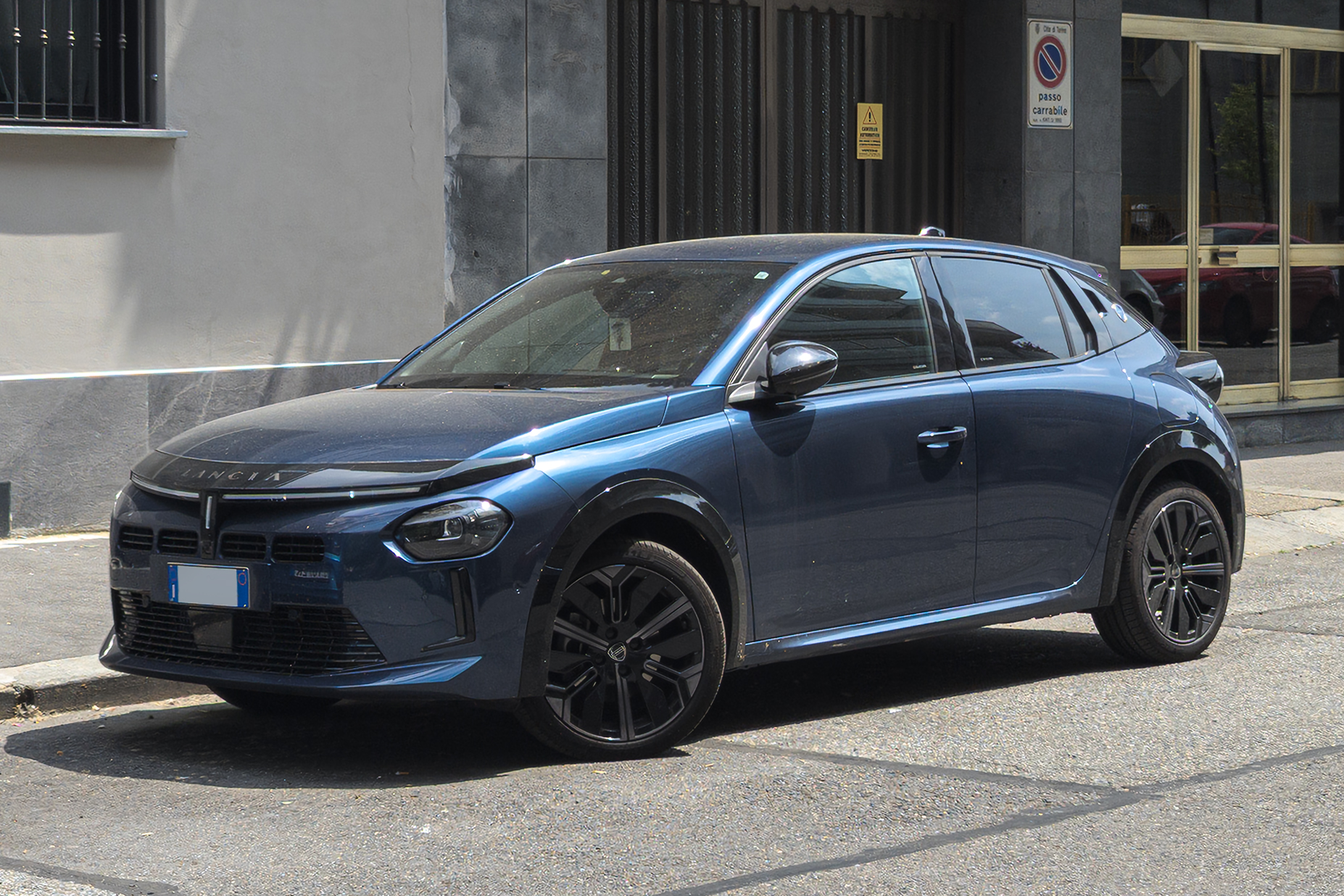
Lancia Ypsilon (з 2024)

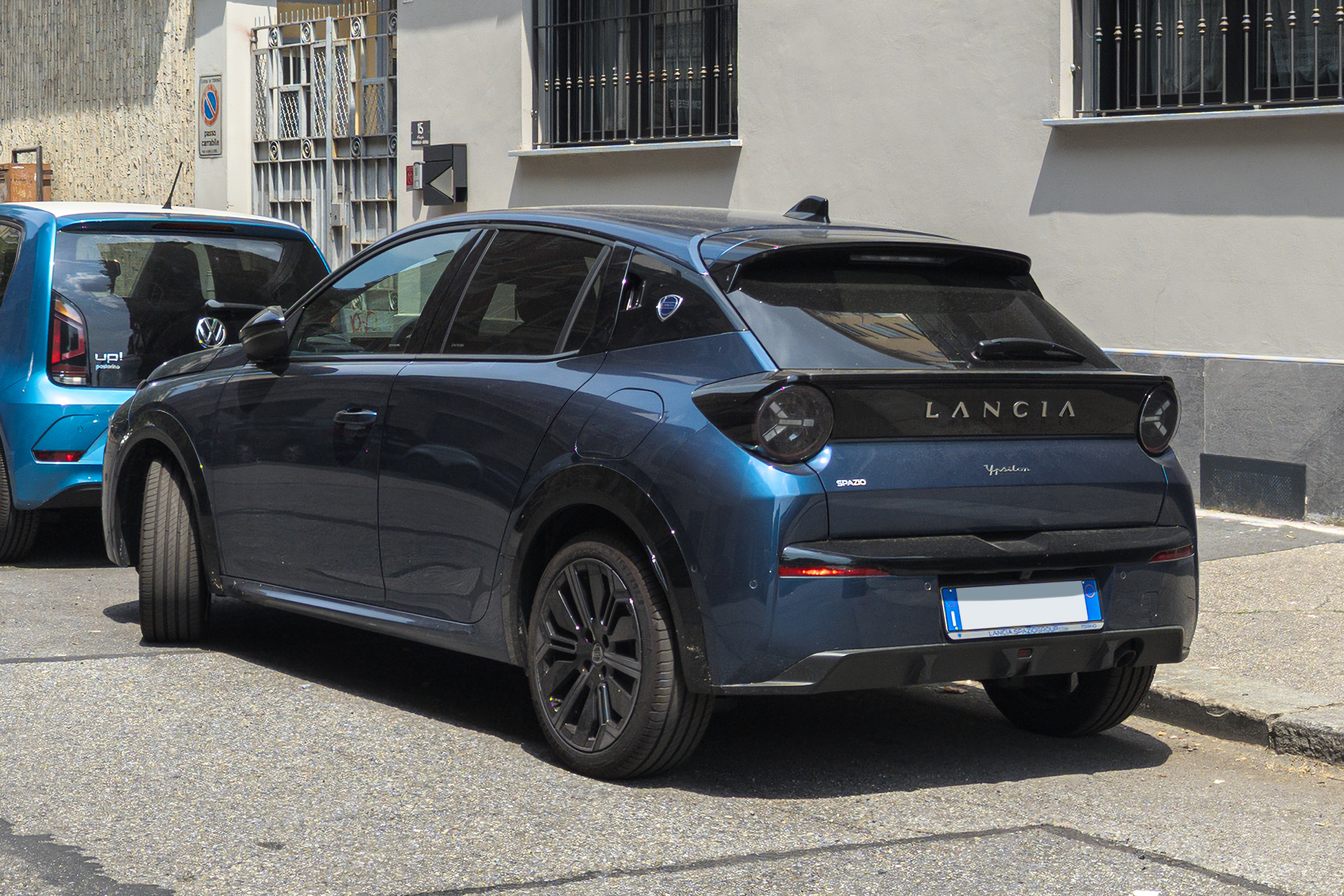
Lancia Ypsilon BEV

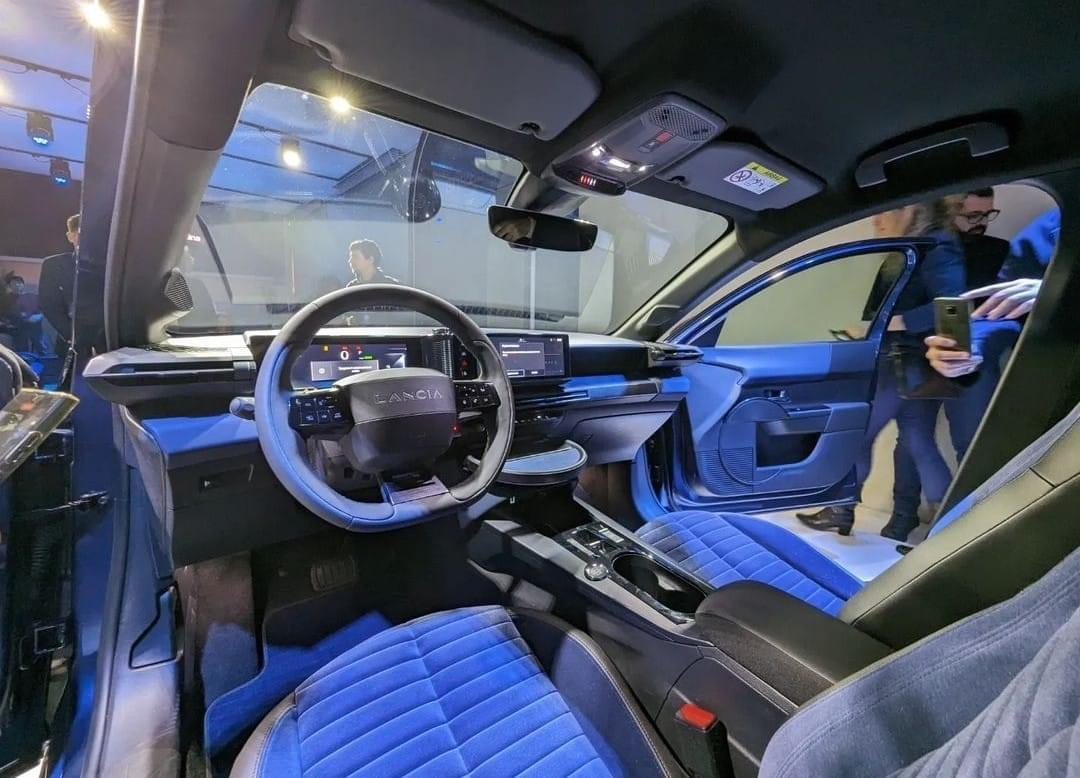

У рамках планів Stellantis щодо повторного виходу Lancia на закордонні ринки в 2024 році вийшов Ypsilon четвертого покоління (L21) з гібридними та повністю електричними силовими агрегатами. Автомобіль отримав новий дизайн "Pu+Ra".

### Ypsilon HF
У травні 2024 року було представлено Ypsilon HF (HF - High Fidelity) - високопродуктивну версію звичайного Ypsilon. Модель HF має встановлений спереду електродвигун потужністю 237 к.с. (177 кВт), занижену підвіску, розширену колію та більш спортивний зовнішній вигляд. 
Запланований вихід на ринок запланований на травень 2025 року.

### Rally 4 HF
27 травня 2024 року цю нову версію гонки в чемпіонаті Rally4 було представлено публіці. 
Під час презентації Карлос Таварес, генеральний директор Stellantis, розповів про початок повернення Lancia в ралійні змагання, зокрема в WRC. 
Однак Таварес виключив створення офіційної команди на даний момент, залишивши ініціативу приватним командам. Маркетингова операція з перезапуску бренду, але з обмеженими інвестиціями, оскільки приватні команди також скористаються компонентами та досвідом роботи, отриманими для Peugeot 208 Rally4 і Opel Corsa Rally4.
Ліврея нагадує знамениті кольори Martini Racing, в той час як брендинг HF підкреслений по всій лівреї автомобіля.
Ця версія буде оснащена 1,2-літровим трициліндровим двигуном з турбонаддувом і потужністю 212 к.с.
Станом на липень 2024 року перші випробування Ypsilon HF Rally4 відбулися на півдні Франції, а саме в Мазаме в Окситанії, неподалік від Каркассона. Автомобіль тестував на асфальті Андреа Кругнола, а на ґрунті - Лео Россель. 16 липня 2024 року дворазовий чемпіон світу з ралі Lancia Мікі Біасіон також провів спеціальний тест з автомобілем. 
17 липня 2024 року Lancia призначила Еудженіо Францетті директором Lancia Corse HF.
23 вересня 2024 року Карлос Таварес, генеральний директор Stellantis, протестував новий Lancia Ypsilon Rally4 HF на трасі Балокко.

### Campionato Italiano Rally 2025 - Trofeo Lancia Rally
У 2025 році Ypsilon Rally 4 HF ознаменує повернення бренду Lancia до Чемпіонату Італії з ралі та вручить Трофей Lancia Rally, який дозволить переможцю взяти участь у складі офіційної команди Lancia Corse HF у Чемпіонаті Європи з ралі 2026 року на Ypsilon Rally 4 HF.
Трофей Lancia Rally складається з 6 гонок в рамках чемпіонату Італії з трьома категоріями: Junior (до 25 років), Master (від 25 до 35 років), Expert (старше 35 років), а переможець отримує призовий фонд у розмірі 300 000 євро.
Lancia офіційно оголосила, що Sparco буде її технічним партнером як для водія, так і для обладнання автомобіля.
- 1. 8-11 травня 2025 року - Targa Florio (Коеф.1.5)
- 2. 30-31 травня 2025 року - Ралі Дуе Валлі
- 3. 4-5 липня 2025 року - Rally di Roma Capitale - Етап 1
- 4. 6 липня 2025 року - Rally di Roma Capitale - Етап 2
- 5. 13-14 вересня 2025 року - Rally del Lazio
- 6. 17-18 жовтня 2025 року - Rallye Sanremo (Коеф.1.5)[12].

### Rally2 HF
Автомобіль дебютує на Rally Italia Sardegna 2025 року в Чемпіонаті світу з ралі-2. Ця версія буде оснащена 1,6-літровим двигуном з турбонаддувом. 
Станом на листопад 2024 року два Lancia Ypsilon HF Rally2 перебувають на стадії розробки.

### Двигуни
- 1.2 L THP (EB2ADTD) I3 turbo